# Zikmund Polášek
Zikmund Polášek (26. dubna 1877 Slavonice – 2. června 1933 Slaný) byl český houslista, skladatel a hudební pedagog.

## Život
Pocházel z hudebnické rodiny. Po studiích na Varhanické škole v Brně, kde toho času působil Leoš Janáček, přešel na Pražskou konzervatoř do houslové třídy nestora českých houslistů a pedagoga světového formátu Prof. Otakara Ševčíka a hudebního skladatele Vítězslava Nováka. Po absolutoriu konzervatoře a nástupu do vojenské služby se stal sólistou a koncertním mistrem v Krakově. V letech 1902–1912 působil v mnoha předních orchestrech své doby. Byl členem opery ve Varšavě, symfonického orchestru ve Lvově, České filharmonie a Národního divadla v Praze. Byl pedagogicky činný na Musikschule für Kärnten v Klagenfurtu a ve slovinském Kranji. V Lublani bylo vydáno i několik jeho drobnějších skladeb pro housle a klavír. V roce 1912 se však rozhodl vrátit se do Čech, kde se stal až do své smrti ředitelem hudební školy ve Slaném.

## Dílo
Skladatelské dílo není příliš rozsáhlé. V rukopise zanechal několik klavírních skladeb (Polonéza). Tiskem vyšla v Jugoslávii Uspávanka pro housle a Jihoslovanské národní písně pro housle a klavír.